# Hackintosh
Hackintosh este o versiune de Mac OS adaptată pentru funcționarea pe PC-uri. Hackintosh mai este numit și OSx86. Folosirea Hackintosh este ilegală, deoarece Apple nu permite utilizarea Mac OS pe alte calculatoare decât Macintosh.